# Ranulfo de Bessin
No confundir con su hijo Ranulfo de Briquessart «el Joven»
Ranulfo de Bessin también Ranulfo de Briquessart (apodado el Viejo, n. 1017-m. 10 de agosto de 1047), fue un noble normando, conde de Bayeux y vizconde de Bessin. Descendiente directo de Ralph de Bayeux, uno de los barones de confianza de Hrolf Ganger. Aun siendo leal a Roberto I de Normandía, Guillermo de Poitiers cita en sus crónicas que se sumó a la rebelión de barones normandos liderados por Guido de Borgoña, conde de Brionne contra su hijo Guillermo el Bastardo. Otro cronista Orderico Vital le emplaza entre los nobles que se enfrentaron a Guillermo en la batalla de Val-ès-Dunes (1047) donde murió en el campo de batalla. Fue testigo en 1030 de la carta por los derechos adquiridos de Roberto II de Normandía sobre Monte Saint-Michel.

## Herencia
Esposó con Alicia de Normandía en 1049, una hija ilegítima de Ricardo III de Normandía. Fruto de esa relación se conocen dos hijos:
- Ranulfo de Briquessart, vizconde de Bayeux. Padre de Ranulf le Meschin;
- Alicia de Bayeux, esposa de Robert de Trivors, señor de Burgh by Sands.